# 蔡河镇 (浠水县)
蔡河镇，是中华人民共和国湖北省黄冈市浠水县下辖的一个乡镇级行政单位。

## 行政区划
蔡河镇下辖以下地区：
蔡河社区、下石港村、窑上咀村、玉皇庙村、高岗岭村、汪家坳村、解家咀村、鲁家咀村、查畈村、马坳村、虎山村、骆桥村、邓河坪村、官塘坳村、杨畈村、城角桥村、古晶山村、大马桥村、斑竹山村、陈家坳村、缪河村、霾雾山村、太平桥村、闵新桥村、闵牌楼村、长冲村、紫微山村、华家寨村、大港口村、玉泉桥村、大山背村和郑家坳村。